# Ammona INFINITY SPACE
アンモナ インフィニティ スペース (略称：Ammona INFINITY SPACE) は、CREATIVE ROOM株式会社によって運営されている、大阪府大阪市中央区にあるナイトクラブである。

## 名前の由来
Ammona INFINITY SPACEとは、伝説の化石アンモナイト(Ammonite)から捩った名前である。 Ammonaのオリジナルロゴはアンモナイトの渦を巻く模様と無限のマーク∞と統合され作られている

## 店内の面積
- 1F　8.00m2
- 2F　178.22m2
- 3F　112.45m2

## メディアへの露出
- MBS毎日放送 voice2017年4月6日(木)

【超人技ポールダンスの世界！セクシーだけじゃない男性トップ】
- TBS  水曜日のダウンタウン

【クロちゃんにCMの仕事が入ったので送迎してみた】
- ABC朝日放送　なるみ・岡村の過ぎるTV

https://www.asahi.co.jp/sugirutv/
バキバキビート